# SC Leipzig
Le  Sportclub Leipzig  était un club omnisports allemand, situé à Leipzig. Il était notamment réputé pour ses sections masculine et féminine de handball.

## Historique
Le Sportclub Leipzig naît en juillet 1963 de la fusion du SC Rotation Leipzig-Mitte et du SC Lokomotive Leipzig. Il forme dans diverses disciplines de nombreux sportifs qui ramèneront plusieurs médailles olympiques en athlétisme, handball ou gymnastique. Le club se dissout en 1993 après la réunification des deux Allemagnes. Les athlètes se répartissent alors dans les clubs préexistants ou dans de nouvelles entités.

## Football
L’équipe ne joue que pendant trois saisons, le temps que soit fondé le 1. FC Lokomotive Leipzig.

## Handball
La section descend directement de celle du SV Lokomotive Leipzig créé en septembre 1954, (à ne pas confondre avec le club de football du 1.FC Lokomotive Leipzig fondé en 1966), dont l’équipe féminine remporte le titre de champion de RDA en 1957. Les équipes masculine et féminine se révèlent performantes dès la fondation du club. Les hommes sont sacrés champions en plein air dès 1965 et gagnent trois titres en salle dans les années 1970. En 1975, le SC Leipzig récupère les meilleurs éléments de l’autre club de la ville, le SC DHfK Leipzig, les autorités ayant décidé qu’une ville ne pouvait aligner plus d’une équipe en championnat. 
Les féminines sont l’équipe la plus titrée de l’histoire du handball est-allemand avec 11 titres de champion et quatre coupes d’Europe, dont deux Coupes des clubs champions.
Après la réunification allemande, les deux équipes sont intégrées aux nouveaux championnats, avant la dissolution du club en 1993. Ironie de l’histoire, nombre de joueurs, signent pour le SC DHfK Leipzig. La plupart des femmes rejoignent le  VfB Leipzig  qui crée une section féminine de handball pour l’occasion, mais celle-ci est mise en liquidation en 1999. C’est le Handball-Club Leipzig qui prend la relève et qui assume le glorieux passé du handball à Leipzig.

### Palmarès handball

#### Hommes
- Championnat d'Allemagne de l'Est à 11
  - Vainqueur (1) : 1965
- Championnat d'Allemagne de l'Est à 7 : 
  - Vainqueur (3) : 1972, 1976, 1979
- Coupe d'Allemagne de l'Est : 
  - Vainqueur (1) : 1982

#### Femmes
- Coupe des clubs champions (C1) :
  - Vainqueur (2) : 1966, 1974.
  - Finaliste (4) : 1967, 1970, 1972, 1977.
- Coupe de l'IHF (C3) : 
  - Vainqueur (2) : 1986, 1992.
- Championnat d'Allemagne de l'Est :
  - Vainqueur (16) : 1957 (Lok Leipzig), 1965, 1968, 1969, 1970, 1971, 1972, 1973, 1975, 1976, 1978, 1984, 1988, 1991 (SC Leipzig), 1998, 1999 (VfB Leipzig)
- Coupe d'Allemagne de l'Est : 
  - Vainqueur (2) : 1983, 1987 (SC Leipzig)
- Coupe d'Allemagne : 
  - Vainqueur (1) : 1996 (VfB Leipzig)

## Volley-ball
- Hommes : voir VV Leipzig
- Femmes : championnes de RDA (3) : 1967, 1970, 1971 ; vainqueur de la coupe : 1965

## Personnalités liées au club
- Karin Balzer (athlétisme, championne olympique 1964 du 100 mètres haies)
- Lothar Doering (handball, champion olympique 1976)
- Henning Frenzel  (football, médaille de bronze aux JO 1964)
- Klaus Gruner (handball, champion olympique 1980)
- Jürgen Haase (athlétisme, champion d’Europe 1966 et 1969 du 10 000 mètres)
- Christina Heinich (athlétisme, vice-champion ne olympique 1972 dur 4 × 100 mètres)
- Manfred Kokot (athlétisme, vice-champion  olympique  1976 du 4 × 100 mètres)
- Waltraud Kretzschmar (handball, championne du monde 1971, 1975, 1978)
- Peter Rost (handball, champion olympique 1980)
- Christina Rost (handball, championne du monde 1975)
- Frank Siebeck (athlétisme, champion d’Europe 1971 du 110 mètres haies)
- Ute Starke (gymnastique artistique, championne d’Europe 1961 au saut de cheval)
- Siegfried Voigt  (handball, champion olympique 1980)
- Torsten Wagner (lutte)
- Horst Weigang (football, médaille de bronze aux JO 1964)
- Hannelore Zober (handball, championne du monde 1971, 1975, 1978)
- Erika Zuchold (gymnastique artistique)